# Косенко Зоя Миколаївна
Зоя Микола́ївна Косе́нко (? — ?) — українська радянська діячка, інженер, головний металург відділу Дніпропетровського раднаргоспу. Член Ревізійної комісії КПУ у вересні 1952 — лютому 1960 року.

## Біографія
Освіта вища. Член ВКП(б) з 1948 року.
Працювала на інженерних посадах та головним металургом на підприємствах Дніпропетровської області.
З 1957 року — головний металург відділу Ради народного господарства (раднаргоспу) Дніпропетровського економічного адміністративного району.
Подальша доля невідома.

## Нагороди
- орден Леніна (7.03.1960)
- медалі